# Hội chứng nhiễm phóng xạ mãn tính
Hội chứng nhiễm phóng xạ mãn tính (CRS) là ảnh hưởng sức khỏe do bức xạ xảy ra sau nhiều tháng hoặc nhiều năm tiếp xúc với lượng cao. Hội chứng bức xạ mãn tính phát triển với tốc độ và mức độ nghiêm trọng tỷ lệ thuận với lượng bức xạ nhận được, nghĩa là, đó là một tác động xác định của việc tiếp xúc với bức xạ ion hóa, không giống như ung thư do bức xạ. Nó khác với hội chứng nhiễm phóng xạ cấp tính ở chỗ nó xảy ra ở mức liều đủ thấp để cho phép các cơ chế kháng tự nhiên cạnh tranh với thiệt hại bức xạ trong thời gian phơi nhiễm. Liều lượng đủ cao để gây ra dạng cấp tính (> ~ 0,1 Gy/h) gây tử vong rất lâu trước khi bắt đầu chuyển sang mãn tính. Ngưỡng dưới của hội chứng bức xạ mạn tính là từ 0,7 đến 1,5 Gy, với liều lượng trên 0,1 Gy/năm. Tình trạng này chủ yếu được biết đến từ thảm họa Kyshtym, trong đó 66 trường hợp đã được chẩn đoán. Nó ít được đề cập trong ngôn ngữ phương Tây; nhưng được nêu trong Tuyên bố 2012 của ICRP.
Năm 2013, Alexander V. Akleyev đã mô tả niên biểu của quá trình lâm sàng của CRS khi trình bày tại ConRad ở Munich, Đức. Trong bài trình bày của mình, ông đã xác định khoảng thời gian tiềm ẩn là 1-5 năm và sự hình thành trùng với thời kỳ liều phóng xạ chạm mức tối đa. Thời gian phục hồi được mô tả là 3-12 tháng sau khi ngừng tiếp xúc. Ông kết luận rằng "CRS đại diện cho một phản ứng toàn thân của cơ thể đối với toàn bộ phơi nhiễm cơ thể mãn tính ở con người."  Năm 2014, cuốn sách "Phân tích toàn diện về hội chứng nhiễm phóng xạ mãn tính của Akleyev, bao gồm dịch tễ học, sinh bệnh học, giải phẫu bệnh, chẩn đoán và điều trị" đã được xuất bản bởi Springer.